# Хостад, Эльза
Эльза Сара Марианн Хостад (швед. Elsa Sara Mariann Håstad; 7 августа 1970) — шведский дипломат и гуманитарный работник.

## Биография
Родилась в 1970 году в семье английского драматурга Арнольда Уэскера и шведской журналистки Дисы Хостад. Её мать работала московским корреспондентом газеты «Дагенс Нюхетер», поэтому часть детства Эльза провела в Москве и в течение 5 лет посещала советскую школу. Имеет степень бакалавра Стокгольмского университета по русскому языку, политологии и социальной антропологии.
В 1997-99 годах работала в ПРООН, занимаясь свободой слова и правами человека в Беларуси. С 1999 года работала в SIDA, где занималась вопросами России, Украины, Средней Азии и Северного Кавказа. В 2008-11 годах была сотрудницей правозащитной организации при посольстве Швеции в Ханое. В 2011 году стала главой отдела SIDA, где работала с упором на Колумбию, Гватемалу, Боливию, а также Восточную Европу и Западные Балканы. 
1 сентября 2019 года вступила в должность посла Швеции в Албании.

## Личная жизнь
Замужем за писателем Кристоффером Леандёром, у них двое детей: сын — Юнатан (р. 1996), музыкант, известный под псевдонимом Yung Lean и дочь Мириам (р. 2000).